# Ламар Џексон
Ламар Деметрис Џексон Јуниор (енгл. Lamar Demeatrice Jackson Jr.; Помпано Бич, 7. јануар 1997) професионални је играч америчког фудбала који тренутно игра у НФЛ лиги на позицији квотербека за екипу Балтимор рејвенса.